# Ivan Petrovič Larionov
Ivan Petrovič Larionov (23. siječnja 1830. – 22. travnja 1889.) bio je ruski skladatelj, pisac i folklorist. Najpoznatiji je po pjesmi "Kalinka", koju je napisao 1860. Larionov je rođen u Permu, glazbu je studirao u Moskvi. Preminuo je u Saratovu 1889., od karcinoma želuca.